# La Villette (Seine)
Pour les articles homonymes, voir Villette.
La Villette est une ancienne commune française de l'ancien département de la Seine.

## Géographie

### Limites
La commune de La Villette avait pour voisines Paris (ancien 5e arrondissement), La Chapelle, Aubervilliers, Pantin, Le Pré-Saint-Gervais et Belleville.

### Communes limitrophes
| La Chapelle | Aubervilliers | Pantin               |
| La Chapelle | La Villette   | Le Pré-Saint-Gervais |
| Paris       | Belleville    | Belleville           |

.

## Toponymie
Le nom de Villette vient du latin villetta diminutif de ville, du latin villa et désigne un « petit domaine », puis par la suite un « petit village ». De l'oïl villette, « petite maison des champs » ou « très petite ville ».

## Historique

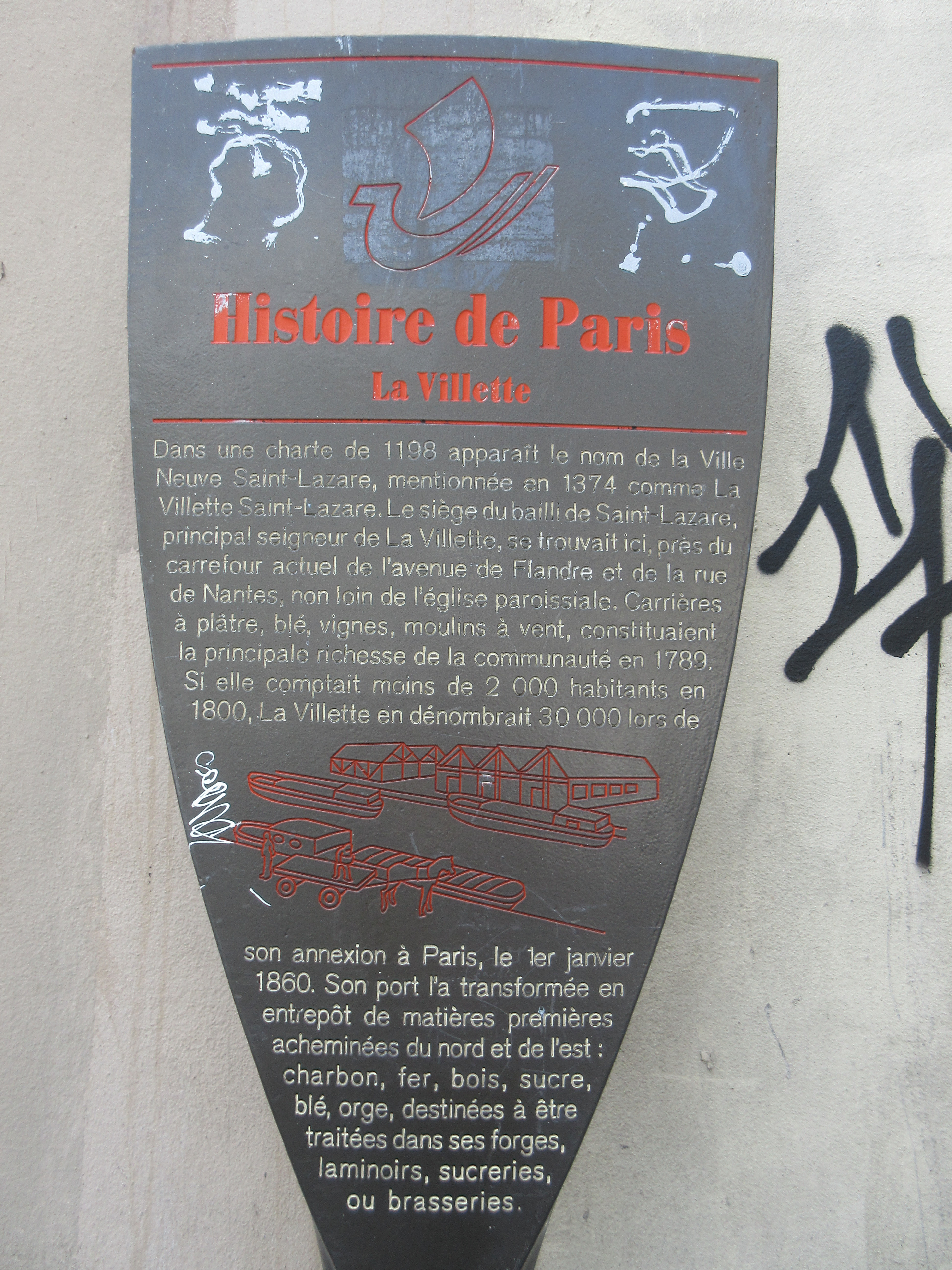
Panneau Histoire de Paris « La Villette ».
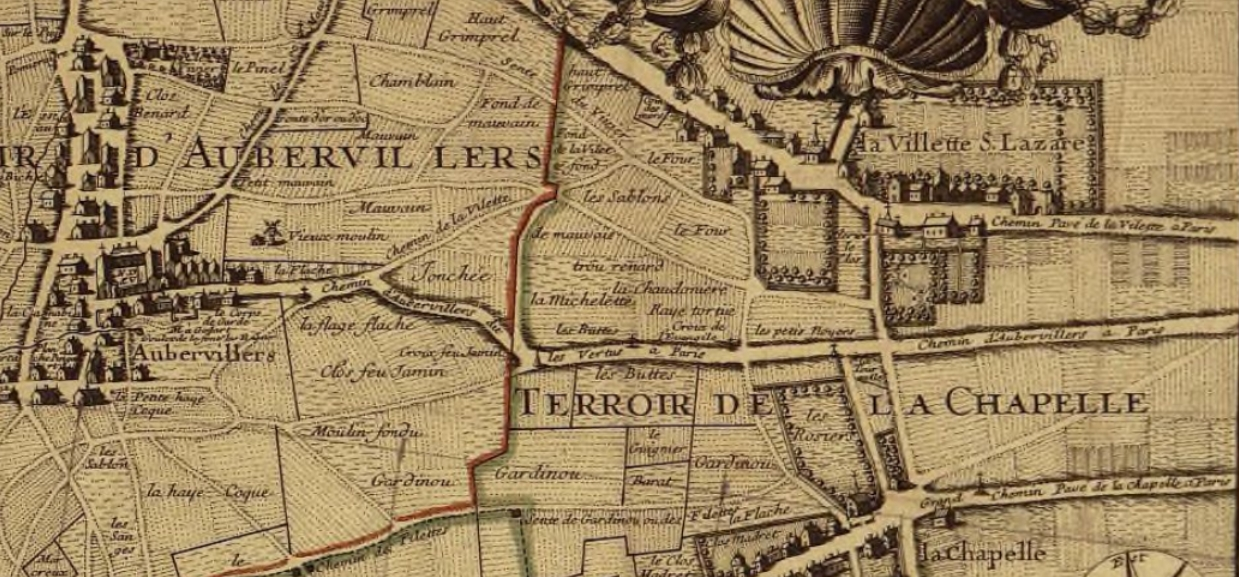
Le terroir de La Villette-Saint-Lazare en 1707.

### Antiquité
Un village gallo-romain, né sur la voie romaine qui menait en Flandres (actuelles avenue de Flandre et avenue Corentin-Cariou), existait à l’origine en cet endroit. Cette voie, qui se prolongeait par la rue du Faubourg-Saint-Martin, la rue Saint-Martin et rue Saint-Jacques un élément des chemins de Compostelle via Orléans (lien entre la via Gallia Belgica et la via Turonensis).

### Moyen Âge
En 849, La Villette aux pauvres est déjà une annexe de la maladrerie Saint-Ladre, qui, située plus au sud à la sortie de Paris, entre le chemin des poissonniers et celui de Saint-Denis, est une œuvre du monastère Saint-Laurent. Vers 1198, on l’appelle la Ville Neuve Saint-Ladre, au XIIIe siècle son nom en latin est Villeta Sandi Lazari et devient, vers 1426, La Villette-Saint-Ladre-lez-Paris, ou encore La Villette-Saint-Lazare.
Les moines, propriétaires de terrains qui ne furent au départ qu'une couture, s'y sont fait construire une villa ou villette, sorte de maison de repos et de retraite pour les religieux. Au XIIe siècle, la léproserie Saint-Lazare est reconstruite et l'institution devient plus autonome du prieur de Saint-Laurent. Elle sera reprise par les Hospitaliers chassés de Terre Sainte.
À l'ouest, le terrain entre ce qui deviendra à la Renaissance la rue de la Religion et l'actuelle rue de Crimée appartient alors au hameau dyonisien de La Chapelle. Au nord de la rue de Crimée et du chemin des Flandres s'étendent les prospères pâturages d'Aubervilliers et au-delà de la future rue de Nantes ceux de Pantin, qui sont affermés par l'abbaye parisienne de Saint-Martin-aux-Champs, propriétaire depuis la fin du XIIe siècle, jusqu'à ce qu'ils soient cédés, au début du XIIIe siècle, à la royale abbaye de Saint Denis.
Les frères de Saint-Lazare conservent toutefois leur petite enclave. Ils rendent la justice sur le territoire de La Villette et possèdent un pressoir banal. Les fourches patibulaires avec leur carcan marquant la limite nord est de la censive ainsi que la prison se dressent en guise d'accueil au carrefour des actuelles rue de Nantes et avenue de Flandre. C'est à cet endroit qu'au XIVe siècle est construite la première église. Elle est placée sous le patronage conjoint de saint Jacques et de saint Christophe.
C'est Philippe-Auguste qui fait construire un aqueduc souterrain pour conduire l'eau captée au Pré-Saint-Gervais jusqu'à l'enclos Saint-Lazare. Des projets pour la construction d'un canal fleurissent tout au long des XVIe et XVIIe siècles, ce dernier projet dû à l'ingénieur Riquet, qui ne verra sa réalisation que sous le Consulat.

### Avant la Révolution
Ce village, qui a une vocation agricole, avec culture du blé et de vigne, prend bientôt de l'importance. Les bourgeois parisiens y établissent des maisons de campagne.
Le mur des Fermiers généraux, construit dans la seconde partie des années 1780, marque la nouvelle limite entre Paris et La Villette. Plusieurs barrières permettent d'accéder à Paris depuis La Villette :
- la barrière des Vertus, sur le chemin des Vertus (rue d'Aubervilliers)
- la barrière de la Villette, sur la route de Flandre (avenue de Flandre)
- la barrière Saint-Martin, dite rotonde de la Villette
- la barrière de Pantin, sur la route d'Allemagne (avenue Jean-Jaurès)
- la barrière de la Boyauderie et du Combat, sur l'ancienne route d'Allemagne (rue de Meaux)

En 1780, le cimetière des Juifs dits Portugais est ouvert dans la grande rue (44 avenue de Flandre). Il ferme en 1810 au moment de l'ouverture du carré juif du cimetière du Père-Lachaise.

### Après la Révolution
En 1790, l'Assemblée constituante érige le village en commune. Par l'arrêté du 25 fructidor an IX (12 septembre 1801), La Villette est rattachée administrativement au canton de Pantin.
Le décret du 29 floréal an X (19 mai 1802) signé par Napoléon Bonaparte ordonne la création du réseau des canaux parisiens. Sont alors créés :
- le canal de l'Ourcq et le bassin de la Villette, mis en service en 1808
- le canal Saint-Denis, mis en service en 1821

La navigation apporte un grand changement dans la petite bourgade, qui de résidentielle devient industrielle. La commune est également marquée par l'arrivée du chemin de fer : 
- ligne de Paris-Est à Strasbourg-Ville entre Paris et Meaux en 1849
- ligne de Petite Ceinture pour le trafic marchandises à partir de 1854

L'église paroissiale se trouvait sur la grande rue (actuelle avenue de Flandre à l'angle avec l'actuelle rue de Nantes. Une ordonnance royale du 17 novembre 1837, autorise la municipalité à acquérir un terrain pour y construire la nouvelle église. Les travaux commencent en 1841 et l'église Saint-Jacques-Saint-Christophe de la Villette est inaugurée en 1844.
En 1808, une première mairie fut établie avenue de Flandre. Elle fut remplacée par une deuxième au no 2 quai de l'Oise entre 1837 et 1850, puis par une troisième au no 13 rue de Bordeaux (actuel no 160 rue de Crimée). Cette dernière fut utilisée jusqu’en 1876 comme mairie du 19e arrondissement de Paris.
L'enceinte de Thiers est construite au début des années 1840. La Villette se trouve incluse dans les nouveaux murs de la ville. Seule une petite portion du territoire au nord (Les Camps et la Michelette) se trouve de l'autre côté du mur. La commune était accessible par :
- la porte d'Aubervilliers
- le passage du canal Saint-Denis
- la porte de la Villette
- le passage du chemin de fer de l'Est
- le passage du canal de l'Ourcq
- la porte de Pantin
- la poterne du Pré-Saint-Gervais ou porte Chaumont

En 1840, la découverte du cadavre d'un enfant de onze ans sur un quai du bassin de la Villette sera à l'origine de l'affaire Pierre-Vincent Eliçabide qui aboutira sur une condamnation à mort.

### Annexion par Paris

Quartiers du.

La Villette est l'une des quatre communes entièrement annexées à Paris par la loi du 16 juin 1859 (les trois autres étant Belleville, Grenelle et Vaugirard). Elle intègre le nouveau 19e arrondissement et est divisée entre ses quatre quartiers administratifs. La partie au sud et à l'ouest de la rue de l'Ourcq et au nord de la rue de Meaux, puis de l'avenue Jean-Jaurès constitue le quartier de la Villette. La partie au nord et à l'est de la rue de l'Ourcq et au nord de l'avenue Jean-Jaurès constitue le quartier du Pont-de-Flandre. La petite partie au sud de l'avenue Jean-Jaurès est partagée entre le quartier du Combat (à l'ouest de la rue de Crimée) et le quartier d'Amérique (à l'est de la rue de Crimée).

## Personnalités liées à la commune
- Paul Cottin, dont la famille est originaire de la commune, conservateur de la bibliothèque de l'Arsenal.
- Henry Deutsch de la Meurthe, industriel et mécène français, né dans la commune.
- Alfred Sommier, industriel français, né dans la commune.

## Monuments
- Abbaye Saint-Jean des Vignes de Compiègne, transférée à La Villette sous le nom vulgaire d'abbaye Sainte-Perrine de La Villette de l'ordre des chanoinesses régulières de Saint Augustin[7], monastère réuni à celui de Notre-Dame-de-la-Paix de Chaillot en 1746, et qui prendra également le nom de Sainte-Perrine[8]

## Évolution démographique
| 1793  | 1800  | 1806  | 1821  | 1831  | 1836  | 1841   | 1846   | 1851   |
| ----- | ----- | ----- | ----- | ----- | ----- | ------ | ------ | ------ |
| 1 880 | 1 668 | 1 673 | 1 819 | 4 938 | 7 681 | 10 954 | 12 190 | 18 651 |

| 1856   | - | - | - | - | - | - | - | - |
| ------ | - | - | - | - | - | - | - | - |
| 30 287 | - | - | - | - | - | - | - | - |